# Brod, Haskovo
Brod (în bulgară Брод) este un sat în Obștina Dimitrovgrad, Regiunea Haskovo, Bulgaria.

## Demografie
Componența etnică a satului Brod
     Bulgari (97,11%)
     Nicio identificare (2,88%)
     Altele (0%)
La recensământul din 2011, populația satului Brod era de 763 locuitori. Din punct de vedere etnic, majoritatea locuitorilor (97,11%) erau bulgari. Pentru 2,88% din locuitori nu este cunoscută apartenența etnică.

## Hărți
- bgmaps.com
- emaps.bg
- Google